# Sunlounger (Band)
Sunlounger war eine englische Nu-Metal- und Sleaze-Rock-Band aus Barnsley, die 1998 gegründet wurde und sich ca. 2000 auflöste.

## Geschichte
Die Band wurde im Februar 1998 von dem Gitarristen und Sänger Lee Storrar, dem Bassisten Chris Potts und dem Schlagzeuger Pete Williams gegründet. Im Sommer des Jahres folgte eine erste EP unter dem Namen Mealticket. Ein Lied dieser Veröffentlichung wurde auf der Cover-CD 21st Century Media Blitz II des Metal Hammer publiziert. Zudem hielt die Gruppe Auftritte ab. 1999 folgte eine zweite EP unter dem Namen Personal Services bei dem bandeigenen Label Savour at Volume Records. Nach der Veröffentlichung der Single Puppy Fat, welches das Debüt bei Org Records war, stieß Lee Hardman als neuer Schlagzeuger hinzu. Im Jahr 2000 folgte das Debütalbum Some Is Good, More Is Better, Too Much Is Just Right. Danach löste sich die Band auf. Ab 2003 versuchten die Mitglieder mit einer neuen Band namens G. U. Medicine in Erscheinung zu treten.

## Stil
Christian Graf ordnete die Gruppe Nu Metal und Crossover Lexikon dem Nu Metal zu. Zudem gab er die Meinung des Metal Hammer wieder, in dem das Debütalbum als "Led Zeppelin auf Crack" bezeichnet wurde. Zudem handele es sich um Sleaze Rock, der rhythmisch und voller Testosteron sei. Joel McIver beschrieb die Band in seinem Buch The Next Generation of Rock & Punk Nu Metal als junge Hoffnung des Nu Metal.

## Diskografie
- 1998: Mealticket (EP, Eigenveröffentlichung)
- 1999: Poersonal Services (EP, Savour at Volume Records)
- 2000: Some Is Good, More Is Better, Too Much Is Just Right. (Album, Org Records)